# Escuelas budistas

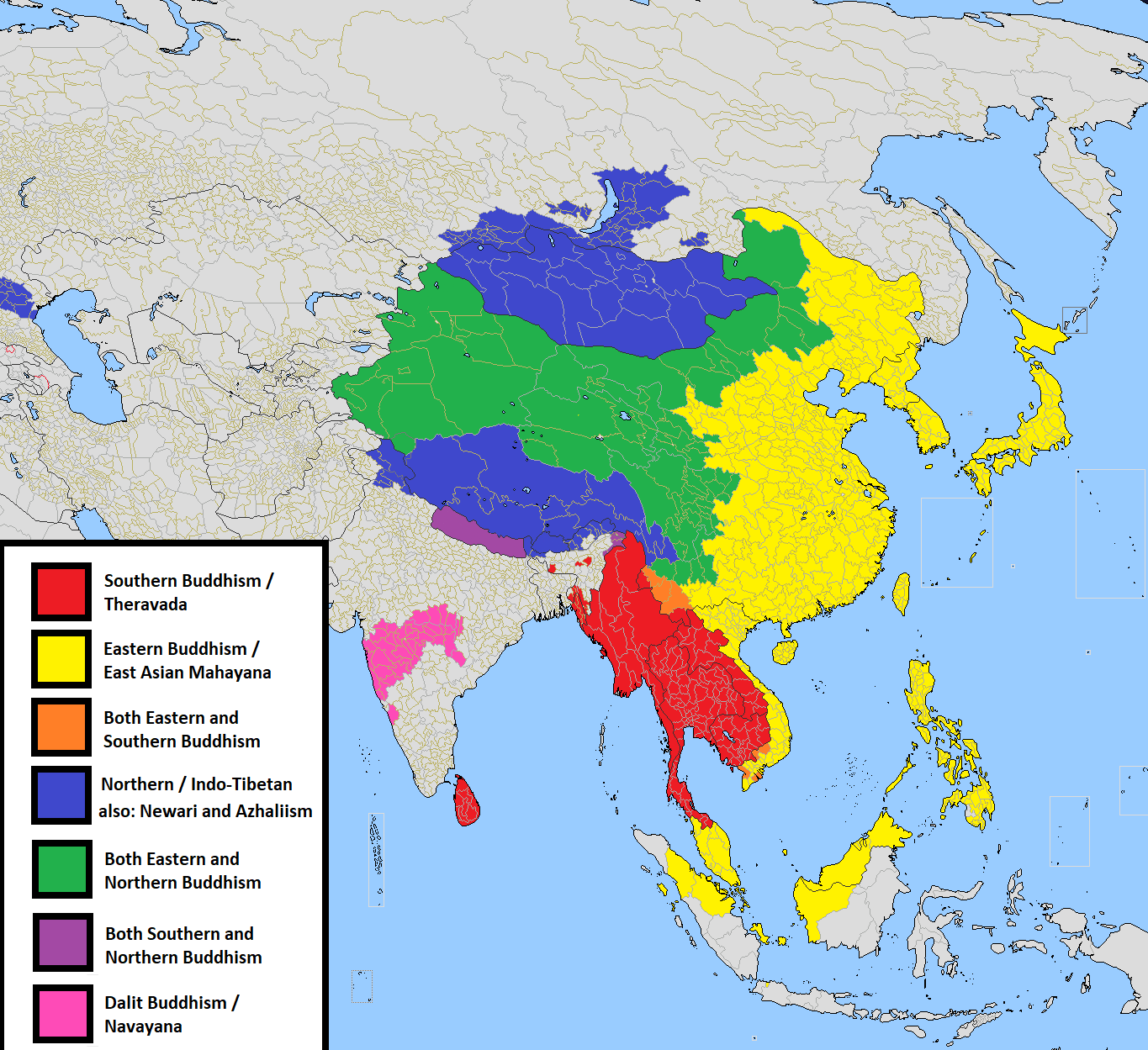
Distribución contemporánea de las principales tradiciones budistas.

El budismo no está organizado con una jerarquía vertical. No existe una iglesia o alguna especie de patriarca o papa como por ejemplo ocurre en el catolicismo. La autoridad religiosa descansa primeramente en los textos sagrados, especialmente en los Sutras o sermones de Buda Gautama. En su interpretación se otorga cierta autoridad a maestros y personajes importantes que los comentan y analizan a lo largo de la historia.
El principal líder religioso del budismo es el Dalái lama, en la actualidad Tenzin Gyatso.
La comunidad monástica se organiza históricamente por líneas de transmisión en el tiempo, en donde las cadenas de relaciones entre maestros y discípulos son centrales, especialmente en el budismo theravada. Los laicos tienen distinto papel dependiendo de los dos grandes movimientos, theravada y majaiana. En el budismo majaiana, los laicos han ocupado a menudo un lugar tan importante como los monjes en esa autoridad religiosa, mientras que en el theravada tradicionalmente han quedado relegados a un segundo plano. Recientemente se está reformando este papel en numerosos países con este tipo de budismo.
Esta organización religiosa totalmente descentralizada ha permitido por tanto una enorme flexibilidad de puntos de vista, variaciones y enfoques. A menudo incluso se habla de "tipos de budismo". No obstante, todas la variantes de budismo se unen en el tiempo en puntos de partida comunes doctrinales e históricos.
Aparte de tener presente los dos grandes movimientos del budismo, no existe una manera consensuada de agrupar los enfoques teóricos y prácticos. Se puede hacer geográficamente, culturalmente, doctrinalmente, etc. En Occidente se hace según lo que aparece como distintivo. La clasificación que sigue es la típica que se hace en cualquier país occidental, en donde se mezclan diversas categorizaciones pero que finalmente resulta ser la más práctica atendiendo al budismo presente por aquí.

## Clasificaciones

Porcentaje de budistas por país, según el Pew Research Center.

El budismo moderno tiene tres ramas principales (con el número de practicantes conocidos):
- Theravāda, frecuente en la India y Asia Sur-oriental: 124 000 000 (38%)
- Mahāyāna, se extiende por India del Norte, China, Tíbet, y desde allí se dirigió a Corea: 185 000 000 (56%)
- Vajrayāna/esotérico, incluye las subescuelas de budismo tibetano: 20 000 000 (6%).[2] Líder

Dalái lama, en la actualidad [[Tenzin Gyats].
Según el profesor de filosofía budista Jan Westerhoff, las principales escuelas Budistas en la India desde 300 a. C. hasta 1000 d. C. fueron:
- La tradición Mahāsāṃghika ("Gran Comunidad").
- Las escuelas Sthavira ("Ancianos") que incluyen: Sarvāstivāda, Sautrāntika, Vibhajyavāda (más tarde conocida como Theravada en Sri Lanka), y Pudgalavāda.
- Las escuelas Mahayana, principalmente Madhyamaka, Yogachara, Tathāgatagarbha y Tantra (o Vajrayāna).

### Terminología
La terminología de las principales divisiones del budismo puede ser confusa, ya que el budismo está dividido de diversas maneras por académicos y profesionales según criterios geográficos, históricos y filosóficos, con términos diferentes que a menudo se utilizan en diferentes contextos. Los siguientes términos se pueden encontrar en las descripciones de las principales divisiones budistas:
"Escuelas budistas primitivas" o "Primeras escuelas budistas"
Las escuelas en las que el budismo original se dividió en sus primeros siglos (como Sarvastivada, Mahasamghika, Vibhajyavada, Pudgalavada, etc). Otros nombres para estos incluyen: budismo sectario, budismo no mahayana y sravakayāna (vehículo de los discípulos).
"El budismo de Asia oriental"
Un término utilizado por los estudiosos para cubrir las tradiciones budistas de Japón, Corea y la mayor parte de China y el sudeste asiático
"Ekayāna" (vehículo singular)
Los textos mahāyāna, como el Sutra del loto, buscaron unir todas las diferentes enseñanzas. Estos textos sirven como inspiración para utilizar el término Ekayāna en el sentido de "un vehículo". Este "vehículo" se convirtió en un aspecto clave de las doctrinas y prácticas de las sectas budistas Tiantai, que posteriormente influyeron en las doctrinas y prácticas de Chán y Zen. En Japón, la enseñanza de un solo vehículo del Sutra del loto también inspiró la formación de la secta Nichiren
"Budismo esotérico"
Generalmente se considera sinónimo de "Vajrayāna". Algunos académicos han aplicado el término a ciertas prácticas encontradas dentro del Theravāda, particularmente en Camboya.
"Budismo primigenio", "budismo original", "budismo pre-sectario"
El budismo "original" antes de que surgieran las diversas sub sectas del budismo. "El budismo del propio Buda".
"Hīnayāna"
Literalmente significa "vehículo menor" o "vehículo inferior". Se considera un término controvertido cuando Mahāyāna lo aplica para referirse erróneamente a la escuela Theravāda y, como tal, se considera ampliamente condescendiente y peyorativo. Además, Hīnayāna se refiere a las escuelas antiguas antes del desarrollo de Mahāyāna, con un conjunto limitado de puntos de vista, prácticas y resultados. El término se usa con más frecuencia como una forma de describir una etapa en el camino en el budismo tibetano, pero a menudo se confunde erróneamente con la tradición contemporánea Theravāda, que es mucho más compleja, diversificada y profunda que la definición literal y limitante atribuida a Hīnayāna. Su uso en publicaciones académicas ahora también se considera controvertido.
"Mahāyāna" ("Gran Vehículo")
Un movimiento que surgió de las primeras escuelas budistas, junto con sus descendientes posteriores, el budismo de Asia oriental y el tibetano. Las tradiciones vajrayāna a veces se enumeran por separado, como una subclasificación de mahāyāna. El uso principal del término en las tradiciones de Asia oriental y el Tíbet se refiere a los niveles espirituales, independientemente de la escuela.
"Budismo del norte"
Un término alternativo utilizado por algunos estudiosos para el budismo tibetano. Además, un término más antiguo todavía se usa a veces para abarcar tanto las tradiciones de Asia oriental como las tibetanas. Incluso se ha utilizado para referirse al budismo de Asia oriental solo, sin el budismo tibetano.
"El budismo del sudeste asiático" o "Budismo del sur"
Un nombre alternativo usado por algunos eruditos para theravāda.
"Theravāda"
Una forma de budismo que se desarrolló de la escuela Vibhajyavada, una secta de la orden (nikaya) Sthavira y se convirtió en la principal tradición en Sri Lanka. Contemporáneamente es el budismo de Sri Lanka, Bangladés, Birmania, Tailandia, Laos, Camboya y partes de Vietnam, China, India y Malasia. Es el único representante sobreviviente de las primeras escuelas budistas históricas. El término "Theravāda" también se usa a veces para referirse a todas las escuelas budistas primitivas.
"Budismo tibetano" o Indo-Tibetano
Por lo general, se entiende que incluye el budismo del Tíbet, Mongolia, Bután y partes de China, India y Rusia, que siguen la tradición tibetana. Otro término antiguo es Lamaismo; es ampliamente considerado despectivo.
"Vajrayāna", "Mantrayāna", "mantra secreto", "Tantrayāna" o "Budismo tantrico"
un movimiento que se desarrolló a partir del budismo indio mahāyāna, junto con sus descendientes posteriores. Hay un cierto desacuerdo sobre qué tradiciones caen dentro de esta categoría. Se reconoce universalmente que el budismo tibetano está incluido en este encabezado; Muchos también incluyen la escuela japonesa "shingon". Algunos académicos también aplican el término a la tradición milgyo coreana, que no es una escuela separada. Un estudioso dice: "A pesar de los esfuerzos de generaciones de pensadores budistas, sigue siendo extremadamente difícil identificar con precisión qué es lo que distingue al vajrayana".

## Cronografía
| Cronología: desarrollo y propagación de las tradiciones budistas. (ca. 450 a. C. – ca. 1300 d. C.)                  |                               |                             |                             |                                                                                 |                                                                                 |              |                                            |                                            |                                            |                                            |                                            |  |
| |                               |                             |                             |                                                                                 |                                                                                 |              |                                            |                                            |                                            |                                            |                                            |  |
| | 450 a. C.                     | 450 a. C.                   | 250 a. C.                   | 100 d. C.                                                                       | 100 d. C.                                                                       | 500 d. C.    | 500 d. C.                                  | 700 d. C.                                  | 800 d. C.                                  | 800 d. C.                                  | 1200 d. C.                                 |  |
| |                               |                             |                             |                                                                                 |                                                                                 |              |                                            |                                            |                                            |                                            |                                            |  |
| Budismo indio | Budismo temprano              |                             |                             |                                                                                 |                                                                                 |              |                                            |                                            |                                            |                                            |                                            |  |
| Budismo indio | Budismo temprano              | Escuelas budistas tempranas | Escuelas budistas tempranas | Escuelas budistas tempranas                                                     | Escuelas budistas tempranas                                                     | Mahāyāna     | Mahāyāna                                   | Vajrayāna                                  | Vajrayāna                                  | Vajrayāna                                  |                                            |  |
| Budismo indio | Budismo temprano              | Escuelas budistas tempranas | Escuelas budistas tempranas | Escuelas budistas tempranas                                                     | Escuelas budistas tempranas                                                     |              |                                            |                                            |                                            |                                            |                                            |  |
| Budismo indio | Budismo temprano              |                             |                             |                                                                                 |                                                                                 |              |                                            |                                            |                                            |                                            |                                            |  |
| Budismo indio | Budismo temprano              |                             |                             |                                                                                 |                                                                                 |              |                                            |                                            |                                            |                                            |                                            |  |
| |                               |                             |                             |                                                                                 |                                                                                 |              |                                            |                                            |                                            |                                            |                                            |  |
| Sri Lanka & Sudeste Asiático                                                                                        |                               |                             |                             |                                                                                 |                                                                                 |              |                                            |                                            |                                            |                                            |                                            |  |
| Theravāda |                               |                             |                             |                                                                                 |                                                                                 |              |                                            |                                            |                                            |                                            |                                            |  |
| |                               |                             |                             |                                                                                 |                                                                                 |              |                                            |                                            |                                            |                                            |                                            |  |
| |                               |                             |                             |                                                                                 |                                                                                 |              |                                            |                                            |                                            |                                            |                                            |  |
| Budismo tibetano |                               |                             |                             |                                                                                 |                                                                                 |              |                                            | Nyingma                                    | Nyingma                                    |                                            |                                            |  |
| Budismo tibetano |                               |                             |                             |                                                                                 |                                                                                 |              |                                            | Nyingma                                    | Nyingma                                    |                                            |                                            |  |
| Budismo tibetano | Kadam/Gelug                   |                             |                             |                                                                                 |                                                                                 |              |                                            | Nyingma                                    | Nyingma                                    |                                            |                                            |  |
| Budismo tibetano | Kagyu                         |                             |                             |                                                                                 |                                                                                 |              |                                            | Nyingma                                    | Nyingma                                    |                                            |                                            |  |
| Budismo tibetano | Dagpo                         |                             |                             |                                                                                 |                                                                                 |              |                                            | Nyingma                                    | Nyingma                                    |                                            |                                            |  |
| Budismo tibetano | Sakya                         |                             |                             |                                                                                 |                                                                                 |              |                                            | Nyingma                                    | Nyingma                                    |                                            |                                            |  |
| Budismo tibetano | Jonang                        |                             |                             |                                                                                 |                                                                                 |              |                                            | Nyingma                                    | Nyingma                                    |                                            |                                            |  |
| |                               |                             |                             |                                                                                 |                                                                                 |              |                                            |                                            |                                            |                                            |                                            |  |
| Asia Oriental |                               |                             |                             | Escuelas budistas tempranas y Mahāyāna (via la ruta de la seda a Asia Oriental) | Escuelas budistas tempranas y Mahāyāna (via la ruta de la seda a Asia Oriental) |              | Budismo esotérico Chino (Zhenyan o Tangmi) | Budismo esotérico Chino (Zhenyan o Tangmi) | Budismo esotérico Chino (Zhenyan o Tangmi) | Budismo esotérico Chino (Zhenyan o Tangmi) | Budismo esotérico Chino (Zhenyan o Tangmi) |  |
| Asia Oriental |                               | Seis escuelas de Nara       | Seis escuelas de Nara       | Escuelas budistas tempranas y Mahāyāna (via la ruta de la seda a Asia Oriental) | Escuelas budistas tempranas y Mahāyāna (via la ruta de la seda a Asia Oriental) | Shingon      | Shingon                                    | Shingon                                    |                                            |                                            |                                            |  |
| Asia Oriental | Chan                          |                             |                             | Escuelas budistas tempranas y Mahāyāna (via la ruta de la seda a Asia Oriental) | Escuelas budistas tempranas y Mahāyāna (via la ruta de la seda a Asia Oriental) |              |                                            |                                            |                                            |                                            |                                            |  |
| Asia Oriental | Thiền, Seon                   |                             |                             | Escuelas budistas tempranas y Mahāyāna (via la ruta de la seda a Asia Oriental) | Escuelas budistas tempranas y Mahāyāna (via la ruta de la seda a Asia Oriental) |              |                                            |                                            |                                            |                                            |                                            |  |
| Asia Oriental |                               | Zen Japonés                 |                             | Escuelas budistas tempranas y Mahāyāna (via la ruta de la seda a Asia Oriental) | Escuelas budistas tempranas y Mahāyāna (via la ruta de la seda a Asia Oriental) |              |                                            |                                            |                                            |                                            |                                            |  |
| Asia Oriental | Tiantai & Tierra Pura         |                             |                             | Escuelas budistas tempranas y Mahāyāna (via la ruta de la seda a Asia Oriental) | Escuelas budistas tempranas y Mahāyāna (via la ruta de la seda a Asia Oriental) |              |                                            |                                            |                                            |                                            |                                            |  |
| Asia Oriental | Tendai                        |                             |                             | Escuelas budistas tempranas y Mahāyāna (via la ruta de la seda a Asia Oriental) | Escuelas budistas tempranas y Mahāyāna (via la ruta de la seda a Asia Oriental) |              |                                            |                                            |                                            |                                            |                                            |  |
| Asia Oriental | Nichiren                      |                             |                             | Escuelas budistas tempranas y Mahāyāna (via la ruta de la seda a Asia Oriental) | Escuelas budistas tempranas y Mahāyāna (via la ruta de la seda a Asia Oriental) |              |                                            |                                            |                                            |                                            |                                            |  |
| Asia Oriental | Jōdo shū                      |                             |                             | Escuelas budistas tempranas y Mahāyāna (via la ruta de la seda a Asia Oriental) | Escuelas budistas tempranas y Mahāyāna (via la ruta de la seda a Asia Oriental) |              |                                            |                                            |                                            |                                            |                                            |  |
| |                               |                             |                             |                                                                                 |                                                                                 |              |                                            |                                            |                                            |                                            |                                            |  |
| Asia Central & Cuenca del Tarim                                                                                     |                               |                             | Grecobudismo                | Grecobudismo                                                                    | Grecobudismo                                                                    | Grecobudismo |                                            |                                            |                                            |                                            |                                            |  |
| Asia Central & Cuenca del Tarim                                                                                     |                               |                             |                             |                                                                                 |                                                                                 |              |                                            |                                            |                                            |                                            |                                            |  |
| Asia Central & Cuenca del Tarim                                                                                     | Budismo en la ruta de la seda |                             |                             |                                                                                 |                                                                                 |              |                                            |                                            |                                            |                                            |                                            |  |
| |                               |                             |                             |                                                                                 |                                                                                 |              |                                            |                                            |                                            |                                            |                                            |  |
| | 450 a. C.                     | 450 a. C.                   | 250 a. C.                   | 100 d. C.                                                                       | 100 d. C.                                                                       | 500 d. C.    | 500 d. C.                                  | 700 d. C.                                  | 800 d. C.                                  | 800 d. C.                                  | 1200 d. C.                                 |  |
| \| \| Legend: \| \| = Theravada \| \| = Mahayana \| \| = Budismo Tántrico/Esotérico \| \| = varios / sincréticos \| |                               |                             |                             |                                                                                 |                                                                                 |              |                                            |                                            |                                            |                                            |                                            |  |
| | Legend:                       |                             | = Theravada                 |                                                                                 | = Mahayana                                                                      |              | = Budismo Tántrico/Esotérico               |                                            | = varios / sincréticos                     |                                            |                                            |  |

## Budismo temprano

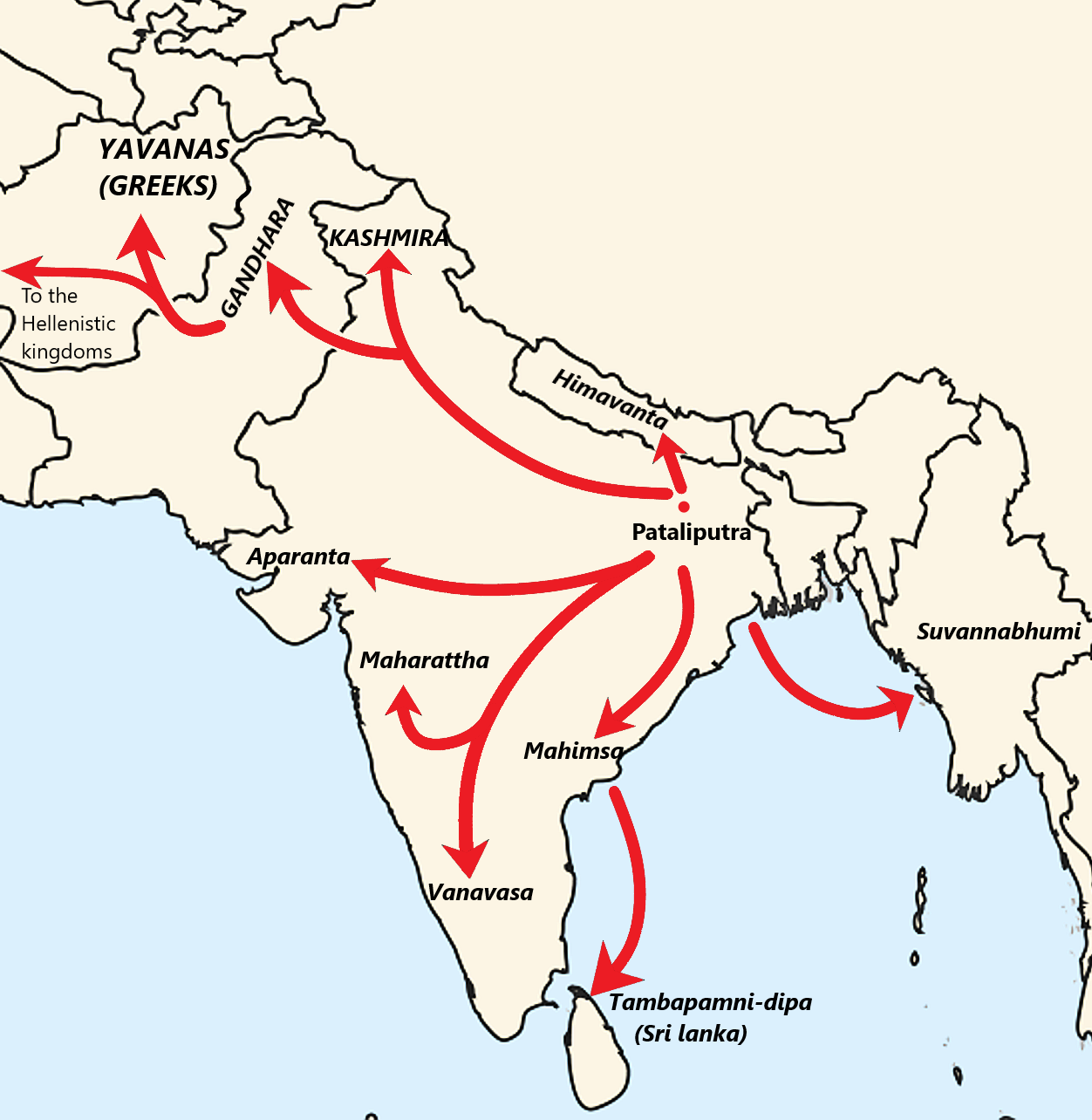
Mapa de las direcciones aproximadas de las misiones budistas durante el reinado de Ashoka (304-232 a. C.).

Las primeras escuelas budistas son aquellas en las que se dividió inicialmente la comunidad monástica (sangha), debido originalmente a las diferencias en vinaya y más tarde también a las diferencias doctrinales y la separación geográfica de los grupos de monjes. El saṅgha original se dividió en el Sthavira nikāya ("ancianos") y el Mahāsāṃghika ("sangha mayor"). Más tarde, estas dos escuelas iniciales se dividieron en otras, como Sarvāstivāda y Theravada.
- Sthavira nikaya ("orden de los ancianos")
  - Sarvāstivāda
    - Vaibhāṣikas
    - Mūlasarvāstivāda
    - Sautrāntika (entre 50 a. C. y c. 100 d. C.)

  - Kāśyapīya (después del 232 a. C.)
  - Vibhajyavāda (antes de 240 a. C.; bajo Aśoka)
    - Theravāda (c. 240 a. C.)
    - Mahīśāsaka (después del 232 a. C.)
      - Dharmaguptaka (después del 232 a. C.)

  - Pudgalavāda (también conocido como Vatsīputrīyas) (c. 280 a. C.)
    - Dharmottarīya
    - Saṃmitīya
    - Bhadrayānīya
    - Sannāgarika
- Mahāsāṃghika ("Sangha mayor")
  - Ekavyahārikas (bajo Aśoka)
    - Lokottaravāda ("trascendentalistas")

  - Golulika (bajo Aśoka)
    - Bahuśrutīya (A finales del siglo III a. C.)
    - Prajñaptivāda (A finales del siglo III a. C.)
      - Cetiyavāda

  - Caitika (mediados del primer siglo a. C.)
    - Apara Śaila
    - Uttara Śaila

## Budismo Theravada

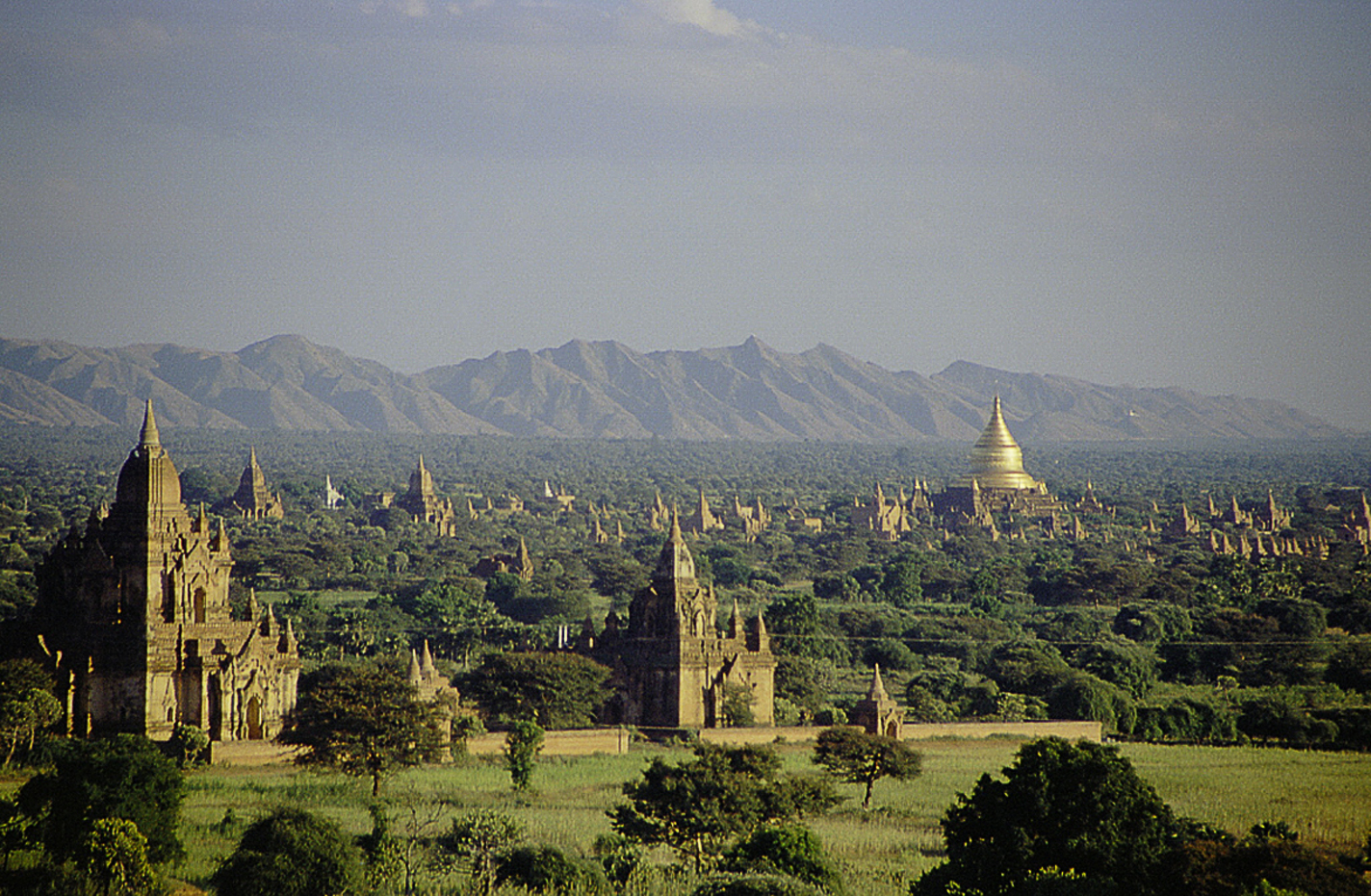
Ruinas de Bagan, una antigua capital de Myanmar. Hay más de 2.000 monasterios. Durante el apogeo del poder de Bagan, hubo unos 13 000.

El budismo theravada, o budismo del linaje de los antiguos, se ciñe a la primera recopilación de escrituras budistas, realizada en el siglo I a. C. Presente en Tailandia, Sri Lanka, Birmania (Myanmar), Laos, India, Camboya, hay diferentes escuelas theravada que normalmente varían en función del país del que hablemos. 
Las diferentes escuelas y órdenes monásticas ("nikayas") en theravāda a menudo enfatizan diferentes aspectos del canon Pāli y los comentarios posteriores, o difieren en el enfoque y la forma de práctica recomendada. También hay diferencias significativas en el rigor o interpretación de la vinaya (disciplina monástica). 
Las mayores escuelas en el mundo theravada incluyen: 
- Birmania:
  - Thudhamma Nikaya
    - Tradición vipassana de Mahasi Sayadaw y sus discípulos.

  - Shwegyin Nikaya
  - Dvaya Nikaya or Dvara Nikaya
  - Hngettwin Nikaya
- Sri Lanka:
  - Siam Nikaya
  - Amarapura Nikaya
  - Ramañña Nikaya
- Tailandia
  - Maha Nikaya
    - Wat Dhammakaya

  - Dhammayuttika Nikaya
    - Tradición tailandesa del bosque
- Theravada Tántrico

## Budismo Mahāyāna

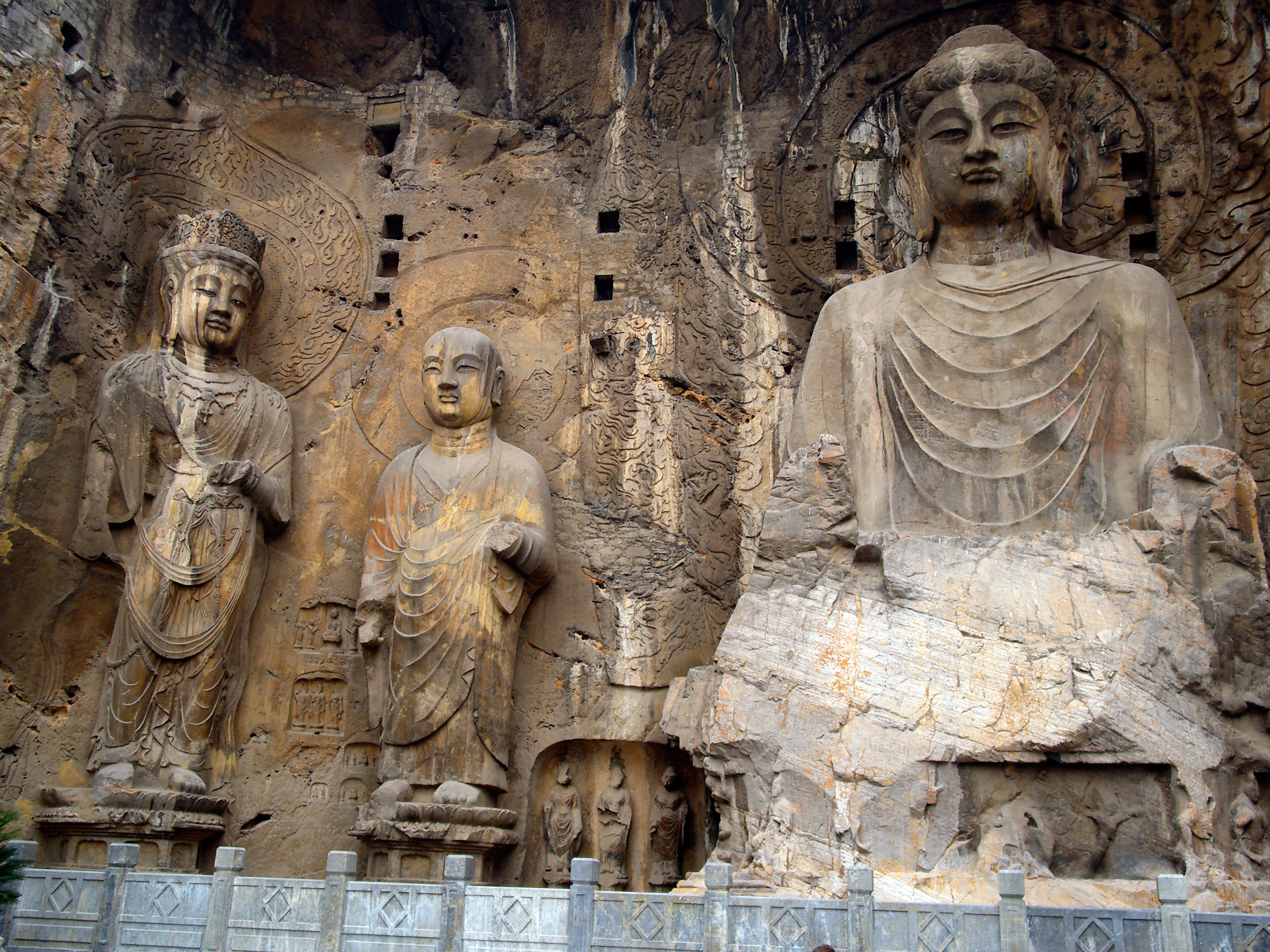
Estatuas masivas de la dinastía Tang de un bodhisattva Guanyin, un arhat, y budas Kshitigarbha y Vairocana. Grutas de Longmen, provincia de Henan, China

Mahāyāna ("Gran Vehículo") es una de las dos ramas principales del budismo existente. Mahāyāna es la rama dominante en Asia Oriental, incluyendo el Budismo chino y japonés. Las primeras obras de Mahāyāna probablemente se originaron en la India alrededor del siglo I a. C..
- Mahāyāna indio
  - Mādhyamaka ("posición media")
  - Yogācāra ("practica de yoga") o Vijñānavāda ("escuela de conciencia")
  - Tathāgatagarbha (naturaleza de Buda)
- Budismo chino
  - Escuela de Vinaya[14]
  - Tierra Pura
  - Satyasiddhi
  - Abhidharmakośa
  - Daśabhūmikā (absorbido en Huayan)
  - Tiantai
  - Huayan (Avataṃsaka)
  - Chan, escuela de meditación (dhyana)
  - Sanlun (escuela de "tres tratados", Mādhyamaka chino)
  - Weishi ("sólo conciencia") o Faxiang ("escuela de características de dharma"), Yogācāra chino
- Budismo coreano
  - Tongbulgyo (Budismo interpenetrado, incluido Jeongto o Tierra Pura)
  - Gyeyul (Escuela de Vinaya)
  - Cheontae (Tiantai)
  - Hwaeom (Avataṃsaka)
  - Seon (Zen coreano)
  - Samnon (Mādhyamaka)
  - Beopsang (Yogācāra)
  - Yeolban (escuela de Nirvana sutra)
  - Wonbulgyo (Budismo reformado coreano)
- Budismo vietnamita
  - Tịnh Độ (Tierra Pura)
  - Thiền (Zen)
    - Trúc Lâm (Sincrético)
    - Orden del Interser (Thích Nhất Hạnh)

  - Hòa Hảo (Reformista)
- Budismo Japonés
  - Tierra Pura
    - Jōdo shū
    - Jōdo Shinshū
    - Ji-shū
    - Yūzū-nembutsu-shū

  - Risshū school (escuela Vinaya)
  - Jojitsu (Satyasiddhi)
  - Kusha (Abhidharmakośa)
  - Sanron (Mādhyamaka)
  - Hossō (Yogācāra)
  - Kegon (Avatamsaka)
  - Zen
    - Rinzai
    - Sōtō
    - Ōbaku
    - Fuke-shū

  - Nichiren
    - Nichiren Shū
    - Honmon Butsuryū-shū
    - Kempon Hokke
    - Nichiren Shōshū

## Escuelas esotéricas

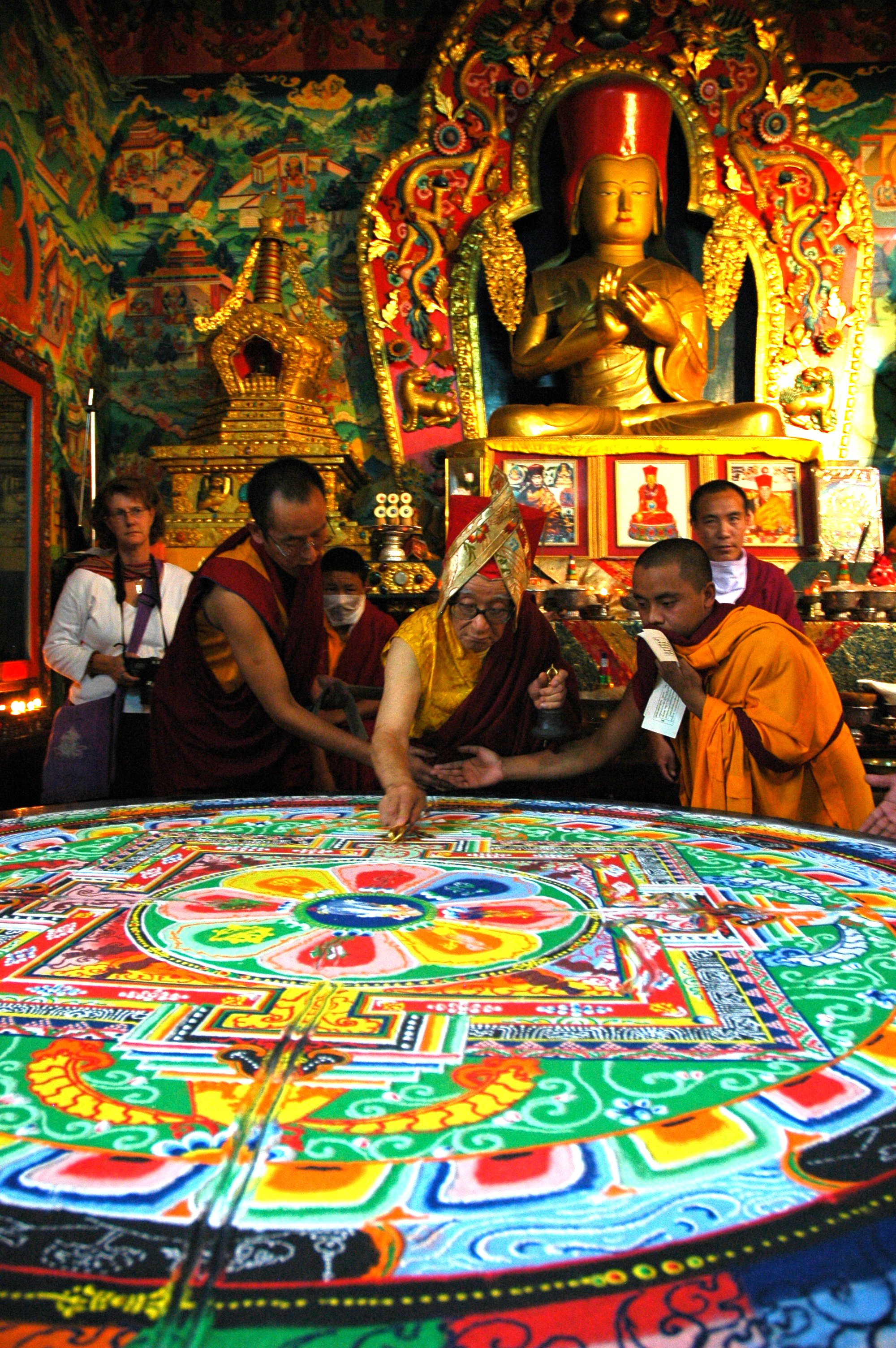
HH Dagchen Rinpoche cierra el mandala Hevajra de arena coloreada usando un dorje dorado; una estatua de Sakya Pandita observa, mientras los monjes contienen su traje.

Filosóficamente da preeminencia al camino Madhyamika del maestro mahayana Nāgārjuna. Su área de influencia abarca además del Tíbet a Nepal. Bután, Sikkim, Mongolia y China. La conversión al budismo del rey tibetano Songsten Gampo en el siglo VII es tenida como la primera fecha clave para el budismo en el Tíbet. Cien años más tarde, el gurú indio Padma-Sambhava llegaría al Tíbet convirtiéndolo definitivamente en religión de masas.
El budismo tibetano está basado en el budismo tántrico o vajrayāna que surgió en la India a partir del mahāyāna.
- Budismo Tibetano
  - Nyingma
  - Bön
  - Gelug
  - Sakya
  - Jonang
  - Kagyu
- Budismo del Pueblo Newa (Nepal)
- Zhenyan o Tangmi (Budismo esotérico chino)
- Jingak (Budismo esotérico coreano)
- Mikkyo (Budismo esotérico japonés) 
  -     - Shingon
      - Shinnyo-en

    - Tendai (derivado de Tiantai, pero añadió prácticas tántricas.)
    - Shugendo (sincretizado con shinto, taoísmo y chamanismo.)

## Nuevos movimientos
- Amigos de la Orden Budista Occidental: fundada por el inglés Sangharakshita en el siglo XX.
- Budismo de Shambhala fundada por el maestro tertön ti be tu ano Chögyam Trungpa Rimpoché
- Nueva Tradición Kadampa: fundada por el lama tibetano Kelsang Gyatso en Inglaterra en 1991. Se genera, gesta y desarrolla como una escisión de la gelugpa Fundación para la Preservación de la Tradición Mahayana (FPMT)
- Asociación Zen Internacional: creada a partir de las enseñanzas del maestro zen japonés Taisen Deshimaru, quien se instala en Francia en los años 1960.
- Sōka Gakkai Internacional: nace en 1930 dependiendo de la asociación Nichiren Soshu, de la que posteriormente se independiza. Es la principal organización mundial de budismo Nichiren.
- Budismo ateo: El budismo laico, budismo ateo, budismo agnóstico, ateísmo budista, laicismo budista o budismo secular es un término amplio para una forma emergente de budismo que se basa en el humanismo, el naturalismo, los valores agnósticos y el pragmatismo más que en la religión y niega creencias sobrenaturales.